# Nat King Cole Sings for Two in Love
Nat King Cole Sings for Two in Love è un album in studio del musicista statunitense Nat King Cole, pubblicato nel 1953.

## Tracce
10" LP (1953)
1. Love Is Here to Stay – 2:49
2. A Handful of Stars – 3:26
3. This Can't Be Love – 2:30
4. A Little Street Where Old Friends Meet – 3:18
5. There Goes My Heart – 2:53
6. Dinner for One, Please James – 2:57
7. Almost Like Being in Love – 1:53
8. Tenderly – 2:57

12" LP (1955)
1. Love Is Here to Stay – 2:49
2. A Handful of Stars – 3:26
3. This Can't Be Love – 2:30
4. A Little Street Where Old Friends Meet – 3:18
5. Autumn Leaves – 2:40
6. Let's Fall in Love – 2:48
7. There Goes My Heart – 2:53
8. Dinner for One, Please James – 2:57
9. Almost Like Being in Love – 1:53
10. Tenderly – 2:57
11. You Stepped Out of a Dream – 2:35
12. There Will Never Be Another You – 3:38